# Пермані
Пермані (хорв. Permani) — населений пункт у Хорватії, у Приморсько-Горанській жупанії у складі громади Матулі.

## Населення
Населення за даними перепису 2011 року становило 102 осіб.
Динаміка чисельності населення поселення:

## Клімат
Середня річна температура становить 10,09 °C, середня максимальна – 22,22 °C, а середня мінімальна – -2,92 °C. Середня річна кількість опадів – 1471 мм.
| Клімат поселення                              | Клімат поселення | Клімат поселення | Клімат поселення | Клімат поселення | Клімат поселення | Клімат поселення | Клімат поселення | Клімат поселення | Клімат поселення | Клімат поселення | Клімат поселення | Клімат поселення | Клімат поселення |
| Показник                                      | Січ.             | Лют.             | Бер.             | Квіт.            | Трав.            | Черв.            | Лип.             | Серп.            | Вер.             | Жовт.            | Лист.            | Груд.            |                  |
| Середній максимум, °C                         | 7,17             | 7,57             | 10,14            | 14,37            | 17,80            | 21,55            | 21,89            | 22,22            | 18,30            | 13,96            | 8,69             | 6,26             |                  |
| Середня температура, °C                       | 2,13             | 2,53             | 5,10             | 9,33             | 12,74            | 16,50            | 18,80            | 19,13            | 15,20            | 10,86            | 5,59             | 3,16             |                  |
| Середній мінімум, °C                          | −2,92            | −2,52            | 0,05             | 4,28             | 7,69             | 11,46            | 15,70            | 16,04            | 12,12            | 7,77             | 2,50             | 0,08             |                  |
| Норма опадів, мм                              | 109              | 92               | 109              | 115              | 104              | 128              | 89               | 110              | 131              | 163              | 177              | 144              |                  |
| Середньомісячна швидкість вітру, м/с          | 2.78             | 2.98             | 3.03             | 2.90             | 2.64             | 2.54             | 2.44             | 2.50             | 2.57             | 2.84             | 3.03             | 2.99             |                  |
| Середньомісячна сонячна радіація, кДж/м²·день | 4418             | 7315             | 10408            | 14735            | 18817            | 20352            | 21587            | 18357            | 13578            | 8974             | 4800             | 3710             |                  |
| --------------------------------------------- | ---------------- | ---------------- | ---------------- | ---------------- | ---------------- | ---------------- | ---------------- | ---------------- | ---------------- | ---------------- | ---------------- | ---------------- | ---------------- |
| Джерело:                                      |                  |                  |                  |                  |                  |                  |                  |                  |                  |                  |                  |                  |                  |